# Pomme (jeu de cartes)
Pour les articles homonymes, voir Pomme (homonymie).
 (janvier 2011).
Si vous disposez d'ouvrages ou d'articles de référence ou si vous connaissez des sites web de qualité traitant du thème abordé ici, merci de compléter l'article en donnant les références utiles à sa vérifiabilité et en les liant à la section « Notes et références ».
La pomme ou putze en allemand est le nom d'une variante du jeu suisse de jass pouvant se jouer à deux, trois ou quatre joueurs. Contrairement au chibre qui se dispute par équipe de deux joueurs, la pomme se dispute individuellement (ou en équipe selon certaines variantes). Une annonce ne doit pas forcement être validée par un pli.

## Variante à deux joueurs (la pomme)
On distribue 9 cartes à chaque joueur (qu'il peut regarder) et 3 cartes supplémentaires face cachée pour chaque joueur, le blind. On retourne ensuite la carte supérieure du talon (plot restant). La couleur de cette carte indique la couleur de l'« atout ».
Chaque joueur, après avoir examiné son jeu, peut changer 3 de ses cartes contre les 3 cartes face cachée qui lui ont été distribuées préalablement. Il ne peut pas changer qu'une seule ou 2 cartes : il est obligé d'en changer 3, ou de garder son jeu initial. Les 6 cartes non utilisées par les deux joueurs sont remises sous le talon.
Dès maintenant, le joueur détenteur du 6 d'atout peut, s'il le veut, l'échanger contre la carte présentant l'atout, posée sur le talon.
La partie commence par le joueur en face du donneur, les valeurs des cartes sont celle du jass. Le joueur totalisant le plus de points marque une putze (une coche sur la feuille de score).
Si l'un des deux joueurs totalise moins de 21 points, il marque une pomme (un O sur la feuille de score) ; il est possible, mais rare, que les deux joueurs soient pommes. Dans ce cas-là, aucune putze et aucune pomme n'est marquée.
Le premier joueur à totaliser 7 putzes et autant de putzes que de pommes a gagné la partie.
Une variante peut également désigner comme perdant le premier des deux joueurs à totaliser 3 pommes, si les 7 putzes n'ont pas été atteintes.
Notons qu'on peut également jouer à la pomme à trois, dans ce cas la carte retournée pour désigner l'atout est la dernière carte distribuée. Comme celle-ci fait partie du blind du donneur, on ne peut pas l'échanger contre le 6 d'atout.

## Variante à trois joueurs (le blind, le chien et la tierce ou le roi)
On distribue 9 cartes à chaque joueur et on retourne la première carte du plot restant (appelé « blind » ou « chien »). Cette carte indique la couleur atout et on peut l'échanger contre le six.
Le joueur à droite du donneur a trois possibilités :
1. Il prend le chien, dans ce cas, il doit jouer ;
2. Il garde son jeu en disant « mon jeu », le chien devient alors disponible pour le joueur suivant ;
3. Il refuse de prendre le chien et refuse de jouer.

Le joueur qui prend le chien pose d'abord ses cartes face contre la table. Il n'a plus le droit de les regarder. Le chien devient alors son nouveau jeu.
Une fois que chaque joueur s'est prononcé, le détenteur du six d'atout peut alors (mais pas avant) changer sa carte, à condition bien sûr qu'il joue. Mais cet échange doit se faire avant le début de la partie.
Chaque joueur a le droit de refuser de jouer, sauf celui qui a pris le chien.
À chaque donne, il y a deux putzes en jeu. Ce sont les deux joueurs qui totalisent le plus de points qui marquent une putze chacun.
Celui ou ceux qui ont joué et qui n'ont pas réalisé un minimum de 21 points (annonce éventuelle comprise) marquent une pomme, soit un O au-dessus de leurs putzes. Il faut les racheter en les biffant.
Une pomme est égale à une putze en moins. Pour biffer une pomme, il faut une putze.
Si un joueur est seul à jouer, il marque deux putzes.
Si deux joueurs sont pommes, le troisième marque deux putzes. Si deux joueurs jouent et que l'un est pomme, l'autre marque également deux putzes.
Le premier joueur qui totalise 7 putzes gagne la partie. Le jeu peut éventuellement se poursuivre entre les joueurs restants.
Pour la partie suivante, c'est le perdant qui est prioritaire du blind.

## Variante à quatre joueurs (jass en solitaire)
Avant la distribution, la dernière carte du talon est présentée à tous les joueurs, la couleur de cette carte désignera la couleur atout. Cette carte reviendra également dans les mains du donneur.
Le donneur distribue donc 9 cartes à chaque joueur, C'est le joueur directement à sa gauche qui commencera la partie, les valeurs des cartes sont les mêmes qu'au jass.
Il y a 2 putzes en jeu. Les 2 joueurs totalisant le plus de points marquent chacun une putze (représentée par une coche sur la feuille de score). Tous les joueurs totalisant moins de 21 points marquent une pomme (représenté par un O sur la feuille de score). Si 3 joueurs sont pommes, le joueur à totaliser le plus de point marque 2 putzes.
Le premier joueur à totaliser 6 putzes est désigné vainqueur. À noter que l'on peut jouer à cette variante à trois aussi en distribuant toutes les cartes.